# Syntrichalonia fuliginea
Syntrichalonia fuliginea är en biart som beskrevs av Laberge 1994. Syntrichalonia fuliginea ingår i släktet Syntrichalonia och familjen långtungebin. Inga underarter finns listade i Catalogue of Life.